# Dryden Regional Airport
Dryden Regional Airport är en flygplats i Kanada.   Den ligger i Kenora District och provinsen Ontario, i den sydöstra delen av landet, 1 400 km väster om huvudstaden Ottawa. Dryden Regional Airport ligger 412 meter över havet. Den ligger vid sjön Rice Lake.
Terrängen runt Dryden Regional Airport är huvudsakligen platt. Dryden Regional Airport ligger uppe på en höjd. Närmaste större samhälle är Dryden, 5,4 km söder om Dryden Regional Airport. 
Runt Dryden Regional Airport är det mycket glesbefolkat, med 2 invånare per kvadratkilometer.